# Ted Burgin
Ted Burgin, właśc. Edward Burgin (ur. 29 kwietnia 1927 w Bradfield, zm. 26 marca 2019) – angielski piłkarz występujący podczas kariery na pozycji bramkarza.

## Kariera klubowa
Ted Burgin piłkarską karierę rozpoczął zaraz po II wojnie światowej w amatorskim klubie Alford Town. W marcu 1949 został zawodnikiem drugoligowego Sheffield United. W jego barwach zadebiutował 1 września 1949 w meczu ligowym ze Swansea Town. W 1953 awansował do Division One, by trzy lata później spaść z niej. W 1957 przeszedł do drugoligowego Doncaster Rovers. W 1958 powrócił na szczebel Division One zostając na trzy kolejne lata zawodnikiem Leeds United. W trakcie sezonu 1960/61 przeszedł do czwartoligowego Rochdale, w którym występował do 1966. Karierę zakończył w Glossop North End, w którym pełnił rolę grającego-trenera.
| Sezon   | Klub                  | Kraj   | Rozgrywki     | Mecze | Bramki |
| ------- | --------------------- | ------ | ------------- | ----- | ------ |
| 1949/50 | Sheffield United F.C. | Anglia | Division Two  | 30    | 0      |
| 1950/51 | Sheffield United F.C. | Anglia | Division Two  | 42    | 0      |
| 1951/52 | Sheffield United F.C. | Anglia | Division Two  | 39    | 0      |
| 1952/53 | Sheffield United F.C. | Anglia | Division Two  | 42    | 0      |
| 1953/54 | Sheffield United F.C. | Anglia | Division One  | 42    | 0      |
| 1954/55 | Sheffield United F.C. | Anglia | Division One  | 31    | 0      |
| 1955/56 | Sheffield United F.C. | Anglia | Division One  | 32    | 0      |
| 1956/57 | Sheffield United F.C. | Anglia | Division Two  | 23    | 0      |
| 1957/58 | Doncaster Rovers F.C. | Anglia | Division Two  | 5     | 0      |
| 1958/59 | Leeds United A.F.C.   | Anglia | Division One  | 16    | 0      |
| 1959/60 | Leeds United A.F.C.   | Anglia | Division One  | 32    | 0      |
| 1960/61 | Leeds United A.F.C.   | Anglia | Division One  | 10    | 0      |
| 1960/61 | Rochdale A.F.C.       | Anglia | Division Four | 20    | 0      |
| 1961/62 | Rochdale A.F.C.       | Anglia | Division Four | 44    | 0      |
| 1962/63 | Rochdale A.F.C.       | Anglia | Division Four | 46    | 0      |
| 1963/64 | Rochdale A.F.C.       | Anglia | Division Four | 40    | 0      |
| 1964/65 | Rochdale A.F.C.       | Anglia | Division Four | 46    | 0      |
| 1965/66 | Rochdale A.F.C.       | Anglia | Division Four | 11    | 0      |

## Kariera reprezentacyjna
W 1954 uczestniczył w mistrzostwach świata. Na turnieju w Szwajcarii był rezerwowym i nie wystąpił w żadnym spotkaniu. Nigdy nie zdołał zadebiutować w reprezentacji Anglii.